# きよさんのラジオ夕刊
きよさんのラジオ夕刊（きよさんのらじおゆうかん）は、2010年4月5日 から2013年3月29日まで熊本放送（RKK）で毎週月曜日から金曜日の夕方（JST）に放送されていたラジオ番組。
2011年4月4日からそれまでの「清原憲一のラジオ夕刊」のタイトルを「『きよさん』のラジオ夕刊」に改題。

## 概要
リスナーから寄せられるメール・FAXによる「今日、夕刊に載せたい情報」を読みながら、夕方の交通情報・ニュース・天気予報を伝えるシンプルな情報番組。
2012年4月改編で「川中美幸 人・うた・心」のネットを打ち切った関係から、16:50開始となり17時台の箱番組を兼ねることとなる。
2013年4月改編で「小松士郎のラジオのたまご」と統合されることとなり、2013年3月29日をもって終了。

## パーソナリティ
- 清原憲一（報道制作局専任局次長兼RKK学苑長〈当時〉）

## 番組の流れ

### 2012年4月2日-2013年3月29日

#### 16時台
- タイトルコール・オープニングトーク
- 採れたてニュース[1]

#### 17時台
- 17:00 ニュース・パレード（文化放送制作）
- 17:15 メキキの聞き耳（TBSラジオ制作・荒川強啓_デイ・キャッチ!より）
- 17:25頃 天気予報[2]
- 17:30 ネットワークTODAY＆ほっとインフォメーション（TBSラジオ制作・荒川強啓 デイ・キャッチ!より）
- 17:46
- 17:47 交通情報
- 17:50頃 熊日ニュース[3]
- 17:55頃 天気予報

### 2010年4月5日- 2012年3月30日
- 冒頭あいさつ
- タイトルコール
- オープニングトーク・メールアドレス・FAX番号の案内
- 交通情報
- 熊日ニュース
- 天気予報
- エンディング

## メールアドレスについて
- メールアドレスは「ky＠rkk.jp」とされ、「ky」という文字が採用されている。これは「空気が読めない」ではなく、「今日を読む」「熊本を読む」の「ky」と覚えて頂きたいと番組初日の放送より。